# Cygnicollum immersum
Cygnicollum immersum är en bladmossart som beskrevs av Allan James Fife och Robert Earle Magill 1982. Cygnicollum immersum ingår i släktet Cygnicollum och familjen Funariaceae. Inga underarter finns listade i Catalogue of Life.